# Raphael Maitimo
Raphael Guillermo Eduardo Maitimo (Rotterdam, 17 marzo 1984) è un ex calciatore olandese naturalizzato indonesiano, di ruolo centrocampista.